# Garrett (Texas)
Garrett ist eine Kleinstadt mit dem Status Town im Ellis County im Bundesstaat Texas der Vereinigten Staaten. Bei der letzten Volkszählung im Jahr 2010 hatte Garrett 806 Einwohner, für 2018 wurde die Einwohnerzahl auf 1062 geschätzt.

## Lage
Garrett liegt unmittelbar nördlich von Ennis und rund 20 Kilometer Luftlinie östlich von Waxahachie am Interstate-Highway 45. Sonstige benachbart gelegene Städte und Dörfer sind Palmer im Norden, Bristol im Nordosten, Crisp im Osten, Reagor Springs im Südwesten und Boyce im Westen. Durch Garrett führt die Farm-to-Market-Road 879.

## Geschichte
Die Siedlung Garrett entstand in den 1870er-Jahren im Zuge der Errichtung einer Bahnstrecke von Waxahachie in den Ort, um Baumwolle nach Ennis zu transportieren. Benannt wurde der Ort nach William Garrett, der einer der ersten Siedler in dem Gebiet war. 1888 hatte Garrett knapp 100 Einwohner, fünfzehn Betriebe, vier Kirchen und eine Schule. 1894 wurde eine Poststation eröffnet. In den 1940er-Jahren wurde der Betrieb der Bahnstrecke nach Waxahachie eingestellt. Am 23. Juli 1956 wurde Garrett offiziell als Stadt inkorporiert. Die Poststelle der Stadt wurde 1960 geschlossen.

## Demografie
Für das Jahr 2018 wurde die Einwohnerzahl von Garrett mit 1062 angegeben, dies entspricht einem Bevölkerungswachstum von 256 Einwohnern bzw. 31,8 Prozent im Vergleich zur Volkszählung 2010. Von den Einwohnern waren 82,5 Prozent Weiße, 2,6 Prozent Afroamerikaner, 3,9 Prozent amerikanische Ureinwohner, 2,4 Prozent Asiaten, 1,8 Prozent waren anderer Abstammung und 6,9 Prozent gaben mehrere Abstammungen an. 71,9 Prozent der Einwohner von Garrett waren Hispanics oder Latinos. 47,7 Prozent der Einwohner waren männlich und 52,3 Prozent weiblich.
Altersmäßig verteilten sich die Einwohner von Garrett auf 42,8 Prozent Minderjährige, 9,7 Prozent zwischen 18 und 24, 24,7 Prozent zwischen 25 und 44, 17,1 Prozent zwischen 45 und 64 und 5,7 Prozent der Einwohner waren älter als 65 Jahre.